# Juvencio Hospital
Juvencio Hospital (Villaeles de Valdavia, 4 de febrero de 1870). Religioso y filólogo español.

## Biografía
Estudió Latín y Humanidades en la Preceptoría de Barriosuso, incorporándose posteriormente en los Agustinos de Valladolid. Al finalizar los estudios eclesiales institucionales se fue de misionero a Filipinas. Hizo su trabajo apostólico no sin muchas vicisitudes, hasta fue hecho prisionero por los revolucionarios en los acontecimientos de 1898. Al quedar en libertad, en 1901, se estableció en China para continuar en aquellas tierras su labor misionera muy activa.
El Papa, conocedor del trabajo misionero de Juvencio, le hizo obispo de Cauna, “in partibus infidelium”, como vicario apostólico de la misiones agustinas. Su salud fue tocada por las penalidades sufridas en el ejercicio de su actividad pastoral, lo que hizo que renunciara a su cargo de obispo, regresando a España, donde se recluyó en la cartuja de Aula Dei en Zaragoza y más tarde en la cartuja de Miraflores, en Burgos, desde donde continuó irradiando su celo pastoral hasta su muerte.
- Datos: Q5793989